# Georges Imbert
Georges Christian Peter Imbert (Niederstinzel, Lorena, 26 de março de 1884 - Sarre-Union, Alsácia), 6 de fevereiro de 1950) foi um engenheiro químico francês. Formou-se em Mulhouse na Alsácia.
Nos anos 1920, inventou o gasogênio, equipamento gerador de gás de síntese, utilizado comumente na Europa como substituto da gasolina nos motores a explosão até que o petróleo tornou-se economicamente viável na região.

## Biografia
Nasceu em 26 de Março de 1884 em Niederstinzel (atualmente, território francês, à época parte do Império Alemão), uma pequena cidade a cerca de dez quilômetros de Sarre-Union. Seus pais eram Pierre Imbert e Caroline Muller e era o mais velho de 4 filhos.
Seu pai, um telegrafista, tornou-se diretor da estação em Diemeringen.
Após a escola primária em Diemeringen, ele freqüentou a escola secundária em Sarreguemines. Devido ao seu sucesso acadêmico, seu pai o matriculou na escola de química de Mulhouse, uma das mais famosas da Europa. Depois de três anos, obtém licenciatura em engenharia química e direção de projetos.
Aos 20 anos, em 1904, registrou sua primeira patente. Ao longo dos próximos dez anos, desenvolveu diversos processos industriais e registrou mais de quinze patentes.
Em 1908, usou estes diferentes processos para estabelecer uma fábrica de sabão em Diemeringen.
Também trabalhou na Inglaterra como pesquisador em Manchester.
De 1915 a 1918, Georges Imbert foi recrutado pelo exército imperial alemão, onde trabalhou como químico nas fábricas "Königswarter e Ebell" em Linden e "Pintsch" em Berlim.
Quando foi desmobilizado em 1918, produziu sabão no moinho em Diemeringen, que seu tio colocou à sua disposição.
Ao mesmo tempo, iniciou experiências para converter carvão em combustível líquido. Conseguiu produzir gasolina sintética mas, infelizmente, com um custo muito elevado.
Desiste da solução de combustível líquido e se interessa em geradores de gás. Já em 1920 criou um gerador com carvão.

## Gasogênio
Em 1921, Imbert construiu um gasogênio de carvão. Dois anos depois tem sucesso em conseguir a gaseificação num veículo.
Em 1922, a primeira competição de geradores de gás ocorreu na França, vencida por ingleses. Os franceses estavam atrasados neste campo e, tudo deveria ser feito para controlar uma energia nacional que substituísse o combustível estrangeiro.
Em 1923, o exército, informado por De Dietrich de sua invenção, solicitou que ele construísse um gasogênio de madeira para o governo francês. Em Sarre-Union, na rua de Bitche, onde construiu sua usina produtora de gás em Reichshoffen em 1925, De Dietrich, que possuía capacidade industrial em metalurgia e automóveis, preparou uma oficina para ele. Pesquisa na fábrica de material ferroviário. Em 1925, patenteou vários processos para geradores de gás. De Dietrich, que por sua vez tem uma patente para gasogênios, exorta Imbert a encerrar essa parceria em 1926.
Após a compra do "Chalet", uma bela casa em Sarre-Union, cria em 1930 a Compagnie Générale des Gazogens Imbert.
Apesar do entusiasmo de André Maginot, Ministro da Guerra, o gasogênio luta firmar-se na França. Em 1931, Imbert teve que vender algumas de suas licenças para o representante dele na Alemanha.
Seu irmão Jean-Paul tentou, em 1934, vender gasogênios aos estadounidenses.
O sucesso na Alemanha permite a Imbert desenvolver sua tecnologia em Sarre-Union. Ele desenvolve um gasogênio que pode usar madeira verde sem entupir o motor.
Durante a evacuação de Sarre-Union em Maio de 1940, mudou-se com sua família para Épinal nos Vosges.

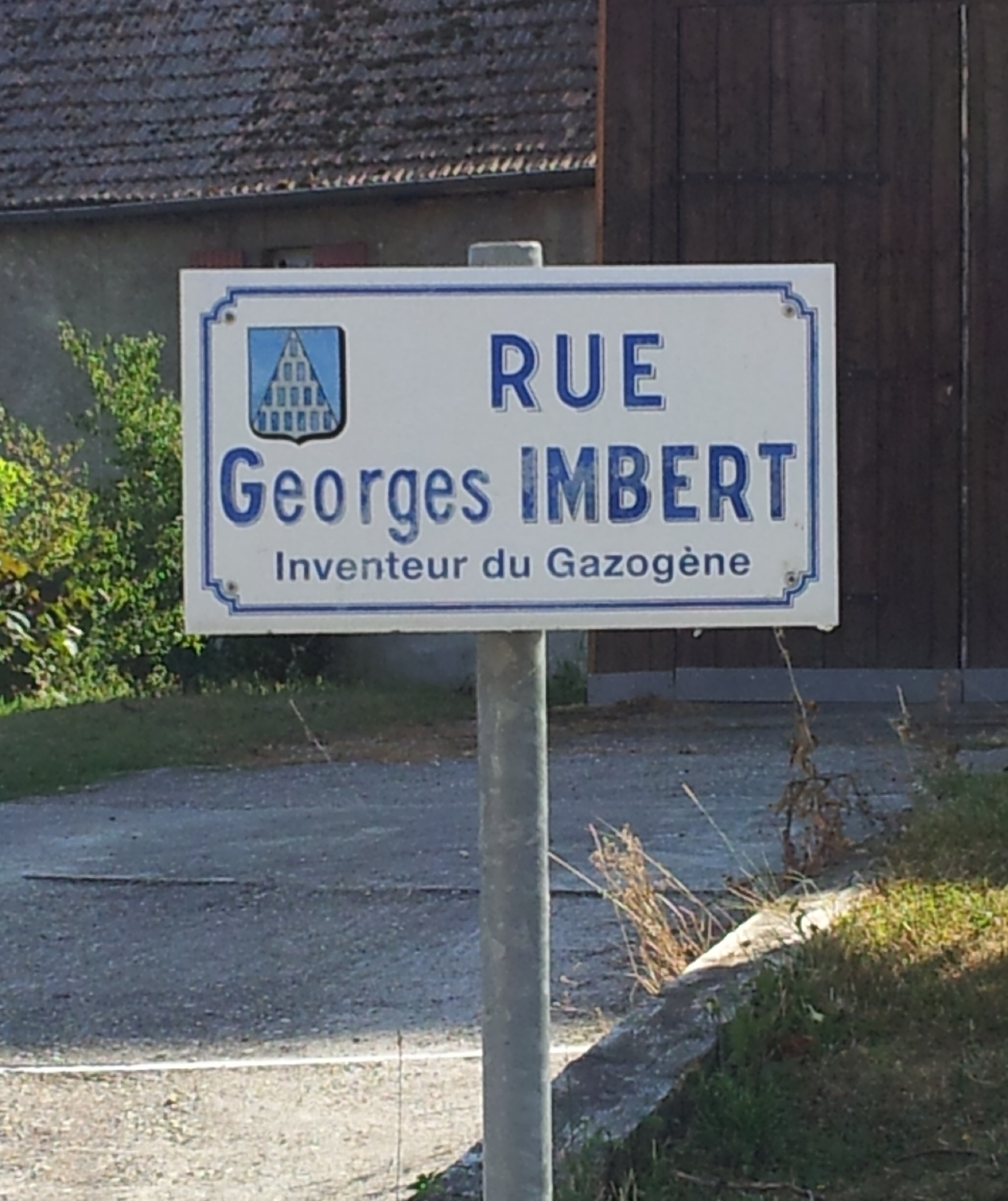
Placa de rua com seu nome na cidade de Niederstinzel

Ao retornar em Setembro do mesmo ano, voltou ao trabalho e se tornou um empregado de sua antiga empresa, que foi comprada pela "Imbert Cologne".
O reconhecimento do trabalho de Georges Imbert em 1944 por todos os fabricantes europeus marca a apoteose da vida do engenheiro químico. A imprensa alemã chamou-o de "papa" do gasogênio.
A Alemanha usa o gerador de gás de madeira em todas as operações militares em tanques, carros blindados e vagões de munição.
No seu sexagésimo aniversário, a Alemanha recebeu a "Cruz do Mérito" por seus serviços.
Perdeu um filho na frente oriental e sentia-se responsável, para não mencionar que a queda da Alemanha era inevitável, Imbert afundou-se no alcoolismo.
Em Dezembro de 1944, Sarre-Union foi libertada pelos estadounidenses. Ele não foi detido por ter sido, como muitos outros na Europa, empregado pelos alemães.
Por outro lado, sua propriedade foi apreendida em 1945 como reparação de guerra e vendida. Georges Imbert perdeu o interesse em tudo e morreu alguns anos depois, em 1950, aos 65 anos.